# Хоанг Ань Туан
Хоанг Ань Туан (вьет. Hoàng Anh Tuấn; род. 12 февраля 1985) — вьетнамский тяжелоатлет, призёр Олимпийских игр и чемпионатов мира.

## Карьера
Первым успехом в карьере вьетнамского тяжелоатлета стала серебряная медаль на юношеском чемпионате мира 2005 года. Тогда же он дебютировал и на взрослом первенстве и сразу смог завоевать бронзовую медаль на чемпионате в Дохе с суммарным результатом 279 кг (126+153).
Год спустя на чемпионате мира, который проходил в Доминиканской республике Хоанг Ань Туан вновь завоевал бронзу в своей весовой категории до 56 кг.
Перед Олимпиадой в Пекине Хоанг Ань Туан выиграл предолимпийский старт, но на самой Олимпиаде стал вторым, уступив только хозяину соревнований Лун Цинцюаню. В первом упражнении вьетнамец поднял 130 кг, а в толчке показал результат 160 кг. С результатом 290 кг он уступил два килограмма победителю и на два килограмма обошёл индонезийца Иравана. Медаль Хоанга стала для сборной Вьетнама единственной на Олимпиаде и первой в истории для мужчин из Вьетнама во всех видах спорта.